# Josef Smýkal
Josef Smýkal (* 7. listopadu 1954, Kroměříž) je český politik, v letech 2002 až 2013 poslanec Poslanecké sněmovny za ČSSD.

## Biografie
V 70. a 80. letech 20. století působil jako okresní tajemník Socialistického svazu mládeže, později jako funkcionář Ústředního výboru SSM. Byl členem KSČ. Je absolventem Vysoké školy ÚV KSČ a nositelem titulu RSDr. Místo něj ovšem používá titul „Dr.“
V 90. letech byl soukromým podnikatelem, v letech 1992-1995 regionálním ředitelem firmy LUSICO, v letech 1995-1997 opět soukromým podnikatelem, v období let 1997-2000 byl obchodním ředitelem firmy BM plus. Pak do roku 2002 působil v oboru správy nemovitostí. Bydlí v Holešově, je ženatý a má dvě děti.
V komunálních volbách roku 1998, komunálních volbách roku 2002, komunálních volbách roku 2006 a komunálních volbách roku 2010 byl zvolen do zastupitelstva města Holešov za ČSSD. Profesně se k roku 1998 uváděl jako obchodní ředitel, v následných volbách jako poslanec.
Ve volbách v roce 2002 byl zvolen do poslanecké sněmovny za ČSSD (volební obvod Zlínský kraj). Byl členem sněmovního výboru pro vědu, vzdělání, kulturu, mládež a tělovýchovu. Mandát poslance obhájil ve volbách v roce 2006. Stal se členem rozpočtového výboru a v letecjh 2006-2010 zastával funkci místopředsedy poslaneckého klubu ČSSD. Opětovně byl poslancem zvolen ve volbách v roce 2010. Do května 2011 pak zasedal v rozpočtovém výboru, následně přešel do výboru hospodářského. Také v posledním funkčním období byl v letech 2010 až 2013 místopředsedou poslaneckého klubu sociální demokracie. Ve volbách v roce 2013 mandát neobhájil.
Od roku 2002 působil jako předseda MO ČSSD Holešov a od roku 2009 i jako předseda OVV ČSSD Kroměříž.